# Rozdílení orlů
Rozdílení orlů, plným názvem Přísaha armády císaři po rozdílení orlů, 5. prosince 1804 (Serment de l'armée fait à l'Empereur après la distribution des aigles, 5 décembre 1804) je obraz francouzského malíře Jacquese-Louise Davida dokončený roku 1810. Obraz je součástí sbírek muzea na zámku Versailles.

## Historický kontext
Původně byl oficiální dvorský malíř David požádán o vytvoření čtyř monumentálních děl zachycujících korunovaci císaře Napoleona: Korunovace, Intronizace, Příjezd na radnici a Rozdílení orlů. Od roku 1805 David pracoval rovněž na obraze Napoleonova korunovace, který dokončil v roce 1807. Rozdílení orlů bylo dokončeno až v roce 1810 a veřejnosti představeno na Salonu.

## Popis obrazu
Rozdílení orlů odkazuje na zvyky starořímských legií. Císař zde předává prapor se symboly císařství velitelům své armády. Toto předání je doprovázeno přísahou věrnosti císaři jeho veliteli. Scéna se odehrává na Champ-de-Mars za přítomnosti zástupců Francie. Všichni velitelé jsou shromážděni před císařem, který před nimi vede projev o významu oběti a žádá je, aby přísahali obětovat své životy. Tím se symbolika obrazu blíží k Přísaze Horatiů.
Dílo je velmi dynamické, zejména jeho pravá část. Tato kompozice ve tvaru pyramidy tvoří protiklad k mnohem klidnější levé straně. Napoleon je zde méně zdůrazněn než na obraze zachycující jeho korunovaci, neboť jej orli převyšují. Navzdory tomuto prostorovému uspořádání světlo výrazně zdůrazňuje Napoleona.
Pravý horní roh scény se zdá neobvykle prázdný. David sem chtěl původně umístit alegorii Vítězství vrhající vavříny na důstojníky mávající vlajkami a prapory, což Napoleon odmítl, protože scéna měla být historická. David proto musel tuto část odstranit. Kromě toho na žádost Napoleona David upravil scénu v rozporu s historickou skutečností. Na obraze chybí Joséphine de Beauharnais, ačkoliv se ceremonie zúčastnila. Protože se s ní Napoleon v roce 1809 rozvedl, její přítomnost na obraze se stala nežádoucí. Evžen de Beauharnais má nepřiměřeně zvýrazněnou levou nohu, aby se zaplnilo prázdné místo po odstranění Josephine. Ta měla podle náčrtů sedět mezi Napoleonem a svým synem Evženem.
Původní návrh rovněž počítal s bývalými prapory regimentů položenými na zemi v přední části scény, kde jsou opuštěné zatímco jsou předávány zástavy nové. Na konečném obrazu jsou staré prapory za trůnem a jsou na nich vidět názvy jako Lodi, Rivoli nebo Marengo – bitvy, ve kterých zvítězila republikánská armáda pod Napoleonovým vedením. Detail vpravo dole také ukazuje na osud starých praporů: za postavou vousatého ženisty je vidět mladíka, který míří v opačném směru než ostatní vojáci. Tento voják nese srolovaný prapor, na kterém je možné přečíst slovo „Republika“.